# 蛎殻町公園
蛎殻町公園（かきがらちょうこうえん）は、東京都中央区日本橋蛎殻町2丁目にある公園である。蛎殻町公園は中央区立有馬小学校に併設した公園であり休日は小学校の校庭も開放され利用できる。

## 概要
蛎殻町公園は、かつて江戸時代に松平三河守（津山藩主）の下屋敷があった場所で、1875年に有馬小学校が建てられたが関東大震災にて被害を受け、その後に一部を帝都復興計画公園として蛎殻町公園が設置された。

## アクセス
- 水天宮前駅から徒歩2分。
- 茅場町駅から徒歩7分。
- 人形町駅から徒歩5分。

## 近隣の施設
- 水天宮